# Mytilicola orientalis
Mytilicola orientalis är en kräftdjursart som beskrevs av Tamezo Mori botanist  1935. Mytilicola orientalis ingår i släktet Mytilicola och familjen Mytilicolidae. Inga underarter finns listade i Catalogue of Life.